# Jean-Claude Brisseau
Jean-Claude Brisseau (París, 17 de julio de 1944-Ibídem., 11 de mayo de 2019) fue un cineasta francés conocido por sus películas Secret Things (Choses secrètes, 2002) y Les anges exterminateurs (2006).

## Carrera
En la década de 1950, frecuentaba los cines y los lunes asistía a la escuela, y «soñaba con la película que veía el día anterior». Así es como el director evoca su nacimiento en el cine. 
Nació en una familia modesta y a temprana edad tuvo que abandonar el IDHEC y elegir la enseñanza de ser maestro. Durante mucho tiempo, dirigió películas mientras enseñaba francés en una universidad en la región de París (Diderot College en Aubervilliers, Seine-Saint-Denis).
Su película Céline fue nominada para el Golden Bear Award en el 42.º Festival Internacional de Cine de Berlín.
En el Festival de Cine de Cannes, fue galardonado con el Premio de Cultura de Francia en 2003 por Secret Things; en 1988 fue galardonado con el Premio Especial para la Juventud.
En 2002 fue arrestado por cargos de acoso sexual. Tres mujeres se presentaron acusándolo de convencerlas de que realizaran actos sexuales ante la cámara prometiéndoles un papel en el cine. Finalmente, fue declarado culpable, multado y condenado a un año de prisión suspendido, anteriormente fue profesor en La Fémis en París.

## Filmografía

### Cine
- 1973: Des jeunes femmes (desaparecen las jóvenes)
- 1976: La Croisée des chemins (La encrucijada)
- 1976: Médiumnité
- 1976: Des jeunes femmes disparaissent(desaparecen las jóvenes)
- 1982 : Contes modernes, segment L'échangeur (cuentos modernos)
- 1983: Un jeu brutal (juego brutal)
- 1988: De bruit et de fureur (De ruido y furia)
- 1989: Noce blanche (Boda blanca)
- 1992: Céline
- 1994: L'Ange noir (El ángel negro)
- 2000: Les Savates du bon Dieu (Los salvados de Dios)
- 2002: Choses secrètes (Cosas secretas)
- 2006: Les Anges exterminateurs
- 2009: À l'aventure
- 2013: La Fille de nulle part (La chica de la nada)
- 2018: Que le diable nous emporte (Que él diablo nos lleve)

### Televisión
- 1978: La Vie comme ça (La vida es así)
- 1982: Les Ombres (Las sombras)

## Premios y distinciones
Festival Internacional de Cine de Cannes
| Año  | Categoría                | Película        | Resultado |
| ---- | ------------------------ | --------------- | --------- |
| 2003 | Premio de France Culture | Choses secrètes | Ganador   |